# Dittico del compianto di Cristo
Il Dittico del compianto di Cristo è un dipinto a tempera su tela (ciascuno scomparto di 53,5x38,5 cm) di Hugo van der Goes, databile al 1480 circa e conservato in collezione privata a New York (parte sinistra) e nella Gemäldegalerie di Berlino (parte destra).

## Storia
Opera dell'ultima fase creativa, si tratta di un raro esempio di pittura su tela del XV secolo. Divisa in epoca imprecisata, la valva destra fu donata al museo tedesco nel 1900 dal collezionista Huldschinsky.

## Descrizione e stile
Stretti nell'affollata composizione, i familiari di Cristo (la Madonna, con le mani incrociate sul petto e la testa inclinata leggermente di lato, san Giovanni e le tre Marie), piangono il Cristo morto, a sinistra, smunto e retto da Giuseppe d'Arimatea, Nicodemo e un altro uomo. Nello sfondo alcuni brani di cielo azzurro, oggi alquanto anneriti anche per la caduta del colore. 
Forte è il coinvolgimento emotivo dei personaggi, presi in una varietà di espressioni in cui l'artista poté disporre un'intera gamma di tipi fisici che ricorrono anche in altre sue opere. La bellezza di dettagli come i panneggi accartocciati, la crudezza della rappresentazione del Cristo morto e il profondo senso di pietà che pervade l'opera ne fanno un capolavoro nonostante il cattivo stato di conservazione.